# Filmjahr 2007
Liste der Filmjahre

◄◄ | ◄ | 2003 | 2004 | 2005 | 2006 | Filmjahr 2007 | 2008 | 2009 | 2010 | 2011 | ► | ►►

Weitere Ereignisse

## Ereignisse
- 10. Februar: Uraufführung von Die Fälscher (Regie: Stefan Ruzowitzky). Dieser Film erhielt im Folgejahr den Oscar für den besten fremdsprachigen Film. Damit wurde erstmals eine österreichische Produktion mit dieser Auszeichnung geehrt.
- 22. März: Der österreichisch-deutsche Spielfilm Die Fälscher von Stefan Ruzowitzky über die nationalsozialistische Aktion Bernhard im Zweiten Weltkrieg mit Karl Markovics in der Hauptrolle hat seinen Kinostart.
- 17. September: Der Spielfilm Das Massaker von Katyn des polnischen Regisseurs Andrzej Wajda über das Massaker von Katyn hat seine Uraufführung in den polnischen Kinos.
- Die Internationalen Filmfestspiele von Venedig feiern in diesem Jahr ihren 75. Geburtstag.

## Top 10 der erfolgreichsten Filme

### In Deutschland
Die zehn erfolgreichsten Filme an den deutschen Kinokassen nach Besucherzahlen (Stand: 22. August 2011):
| Platz | Filmtitel                                   | Besucher  |
| ----- | ------------------------------------------- | --------- |
| 1.    | Harry Potter und der Orden des Phönix       | 7.103.458 |
| 2.    | Keinohrhasen                                | 6.297.816 |
| 3.    | Ratatouille                                 | 6.104.073 |
| 4.    | Pirates of the Caribbean – Am Ende der Welt | 6.079.497 |
| 5.    | Die Simpsons – Der Film                     | 4.592.790 |
| 6.    | Shrek der Dritte                            | 3.929.582 |
| 7.    | Mr. Bean macht Ferien                       | 3.412.945 |
| 8.    | Spider-Man 3                                | 3.170.560 |
| 9.    | Stirb langsam 4.0                           | 2.628.206 |
| 10.   | Die Wilden Kerle 4                          | 2.458.835 |

### In Österreich
Die zehn erfolgreichsten Filme an den österreichischen Kinokassen nach Besucherzahlen (Stand: 22. August 2011):
| Platz | Filmtitel                                   | Besucher |
| ----- | ------------------------------------------- | -------- |
| 1.    | Pirates of the Caribbean – Am Ende der Welt | 715.928  |
| 2.    | Ratatouille                                 | 713.842  |
| 3.    | Die Simpsons – Der Film                     | 677.001  |
| 4.    | Harry Potter und der Orden des Phönix       | 632.941  |
| 5.    | Shrek der Dritte                            | 498.000  |
| 6.    | Lissi und der wilde Kaiser                  | 479.765  |
| 7.    | Mr. Bean macht Ferien                       | 437.366  |
| 8.    | Spider-Man 3                                | 367.203  |
| 9.    | Stirb langsam 4.0                           | 341.422  |
| 10.   | Nachts im Museum                            | 346.702  |

### In den Vereinigten Staaten
Die zehn erfolgreichsten Filme an den US-amerikanischen Kinokassen nach Einspielergebnis in US-Dollar (Stand: 22. August 2011):
| Platz | Filmtitel                                   | Einnahmen     |
| ----- | ------------------------------------------- | ------------- |
| 1.    | Spider-Man 3                                | $ 336.530.303 |
| 2.    | Shrek der Dritte                            | $ 322.719.944 |
| 3.    | Transformers                                | $ 319.246.193 |
| 4.    | Pirates of the Caribbean – Am Ende der Welt | $ 309.420.425 |
| 5.    | Harry Potter und der Orden des Phönix       | $ 292.004.738 |
| 6.    | I Am Legend                                 | $ 256.393.010 |
| 7.    | Das Bourne Ultimatum                        | $ 227.471.070 |
| 8.    | Das Vermächtnis des geheimen Buches         | $ 219.964.115 |
| 9.    | Alvin und die Chipmunks                     | $ 217.326.974 |
| 10.   | 300                                         | $ 210.614.939 |

### Weltweit
Die zehn weltweit erfolgreichsten Filme nach Einspielergebnis in US-Dollar (Stand: 22. August 2011):
| Platz | Filmtitel                                   | Einnahmen     |
| ----- | ------------------------------------------- | ------------- |
| 1.    | Pirates of the Caribbean – Am Ende der Welt | $ 963.420.425 |
| 2.    | Harry Potter und der Orden des Phönix       | $ 939.885.929 |
| 3.    | Spider-Man 3                                | $ 890.871.626 |
| 4.    | Shrek der Dritte                            | $ 798.958.162 |
| 5.    | Transformers                                | $ 709.709.780 |
| 6.    | Ratatouille                                 | $ 623.722.818 |
| 7.    | I Am Legend                                 | $ 585.349.010 |
| 8.    | Die Simpsons – Der Film                     | $ 527.071.022 |
| 9.    | Das Vermächtnis des geheimen Buches         | $ 457.364.600 |
| 10.   | 300                                         | $ 456.068.181 |

## Filmpreise

### Berlinale
- Bester Film: Tuyas Hochzeit von Wang Quan’an
- Großer Preis der Jury: Ariel Rotter für Der Andere
- Beste Regie: Joseph Cedar für Beaufort
- Bester Schauspieler: Julio Chavez in Der Andere
- Beste Schauspielerin: Nina Hoss in Yella

Vollständige Liste der Preisträger

### Cannes
- Goldene Palme: 4 Monate, 3 Wochen und 2 Tage von Cristian Mungiu
- Große Preis der Jury: Mogari no Mori von Naomi Kawase
- Beste Regie: Julian Schnabel (Schmetterling und Taucherglocke)
- Bester Darsteller: Konstantin Lawronenko für Die Verbannung
- Beste Darstellerin: Do-yeon Jeon für Secret Sunshine
- Bestes Drehbuch: Fatih Akın (Auf der anderen Seite)

Vollständige Liste der Preisträger

### Venedig
- Goldener Löwe: Gefahr und Begierde von Ang Lee
- Großer Preis der Jury: Redacted von Brian De Palma
- Bester Darsteller: Brad Pitt für Die Ermordung des Jesse James durch den Feigling Robert Ford
- Beste Darstellerin: Cate Blanchett für I’m Not There

Vollständige Liste der Preisträger

### Oscar
- Bester Film: Departed – Unter Feinden – Regie: Martin Scorsese
- Bester Regisseur: Martin Scorsese (Departed – Unter Feinden)
- Beste Hauptdarstellerin: Helen Mirren (Die Queen)
- Bester Hauptdarsteller: Forest Whitaker (Der letzte König von Schottland – In den Fängen der Macht)
- Bester fremdsprachiger Film: Das Leben der Anderen (Deutschland)

Vollständige Liste der Preisträger

### Golden Globe Award
- Bester Film (Drama): Babel – Regie: Alejandro González Iñárritu
- Bester Film (Komödie/Musical): Dreamgirls – Regie: Bill Condon
- Bester Regisseur: Martin Scorsese (Departed – Unter Feinden)
- Beste Hauptdarstellerin (Drama): Helen Mirren (Die Queen)
- Beste Hauptdarstellerin (Komödie/Musical): Meryl Streep (Der Teufel trägt Prada)
- Bester Hauptdarsteller (Drama): Forest Whitaker (Der letzte König von Schottland – In den Fängen der Macht)
- Bester Hauptdarsteller (Komödie/Musical): Sacha Baron Cohen (Borat)
- Bester fremdsprachiger Film: Letters from Iwo Jima (USA)

Vollständige Liste der Preisträger

### Deutscher Filmpreis
- Bester Spielfilm: Vier Minuten – Regie: Chris Kraus
- Beste Regie: Marcus H. Rosenmüller für Wer früher stirbt ist länger tot
- Bester Hauptdarsteller: Josef Bierbichler (Winterreise)
- Beste Hauptdarstellerin: Monica Bleibtreu (Vier Minuten)

Vollständige Liste der Preisträger

### Europäischer Filmpreis
- Bester Film: 4 Monate, 3 Wochen und 2 Tage
- Beste Regie: Cristian Mungiu (4 Monate, 3 Wochen und 2 Tage)
- Bester Darsteller: Sasson Gabai (Die Band von nebenan)
- Beste Darstellerin: Helen Mirren (Die Queen)

Vollständige Liste der Preisträger

### César
- Bester Film: Lady Chatterley – Regie: Pascale Ferran
- Bester Regisseur: Guillaume Canet für Kein Sterbenswort (Ne le dis à personne)
- Bester Hauptdarsteller: François Cluzet in Kein Sterbenswort
- Beste Hauptdarstellerin: Marina Hands in Lady Chatterley
- Bester ausländischer Film: Little Miss Sunshine von Jonathan Dayton und Valerie Faris

Vollständige Liste der Preisträger

### British Academy Film Award
- Bester Film: Die Queen – Regie: Stephen Frears
- Bester britischer Film: Der letzte König von Schottland – In den Fängen der Macht – Regie: Kevin Macdonald
- Bester Regisseur: Paul Greengrass (Flug 93)
- Beste Hauptdarstellerin: Helen Mirren (Die Queen)
- Bester Hauptdarsteller: Forest Whitaker (Der letzte König von Schottland – In den Fängen der Macht)
- Bester nicht-englischsprachiger Film: Pans Labyrinth – Regie: Guillermo del Toro, Mexiko

Vollständige Liste der Preisträger

### Sundance
- Großer Preis der Jury (Dokumentarfilm): Manda Bala – Send a Bullet – Regie: Jason Kohn; bundesweite Aufführungen bei Über/Macht 2009
- Großer Preis der Jury (Spielfilm): Padre Nuestro – Regie: Christopher Zalla
- Publikumspreis (Spielfilm): Grace is Gone – Regie: James C. Strouse

Vollständige Liste der Preisträger

### Bayerischer Filmpreis
Die Verleihung des Bayerischen Filmpreises 2006 fand am 19. Januar 2007 statt.
- Beste Produktion: Wer früher stirbt ist länger tot
- Beste Darstellerin: Monica Bleibtreu in Vier Minuten und Katharina Thalbach in Strajk – Die Heldin von Danzig
- Bester Darsteller: Jürgen Vogel in Emmas Glück
- Beste Nachwuchsdarstellerin: Hannah Herzsprung in Vier Minuten
- Beste Regie: Tom Tykwer für Das Parfum – Die Geschichte eines Mörders
- Ehrenpreis: Michael Verhoeven

### New York Film Critics Circle Award
- Bester Film: No Country for Old Men von Ethan und Joel Coen
- Beste Regie: Ethan und Joel Coen für No Country for Old Men
- Bester Hauptdarsteller: Daniel Day-Lewis in There Will Be Blood
- Beste Hauptdarstellerin: Julie Christie in An ihrer Seite
- Bester Nebendarsteller: Javier Bardem in No Country for Old Men
- Beste Nebendarstellerin: Amy Ryan in Gone Baby Gone – Kein Kinderspiel
- Beste Kamera: Robert Elswit für There Will Be Blood
- Bester ausländischer Film: Das Leben der Anderen von Florian Henckel von Donnersmarck

### National Board of Review
- Bester Film: No Country for Old Men von Ethan und Joel Coen
- Beste Regie: Tim Burton für Sweeney Todd – Der teuflische Barbier aus der Fleet Street
- Bester Hauptdarsteller: George Clooney in Michael Clayton
- Beste Hauptdarstellerin: Julie Christie in An ihrer Seite
- Bester Nebendarsteller: Casey Affleck in Die Ermordung des Jesse James durch den Feigling Robert Ford
- Beste Nebendarstellerin: Amy Ryan in Gone Baby Gone – Kein Kinderspiel
- Bestes Schauspielensemble: No Country for Old Men von Ethan und Joel Coen
- Bester fremdsprachiger Film: Schmetterling und Taucherglocke von Julian Schnabel

### Los Angeles Film Critics Association Awards
- Bester Film: There Will Be Blood von Paul Thomas Anderson
- Beste Regie: Paul Thomas Anderson für There Will Be Blood
- Bester Hauptdarsteller: Daniel Day-Lewis in There Will Be Blood
- Beste Hauptdarstellerin: Marion Cotillard in La vie en rose
- Bester Nebendarsteller: Vlad Ivanov in 4 Monate, 3 Wochen und 2 Tage
- Beste Nebendarstellerin: Amy Ryan in Gone Baby Gone – Kein Kinderspiel
- Bester fremdsprachiger Film: 4 Monate, 3 Wochen und 2 Tage von Cristian Mungiu

### Jupiter
- Bester Film international: James Bond 007: Casino Royale von Martin Campbell
- Bester deutscher Film: Das Parfum – Die Geschichte eines Mörders von Tom Tykwer
- Bester Regisseur international: Peter Jackson für King Kong
- Bester deutscher Regisseur: Tom Tykwer für Das Parfum – Die Geschichte eines Mörders
- Bester Darsteller international: Johnny Depp in Pirates of the Caribbean – Fluch der Karibik 2
- Bester deutscher Darsteller: Ulrich Mühe in Das Leben der Anderen
- Beste Darstellerin international: Audrey Tautou in The Da Vinci Code – Sakrileg
- Beste deutsche Darstellerin: Martina Gedeck in Elementarteilchen

### Weitere Filmpreise und Auszeichnungen
- AFI Life Achievement Award: Al Pacino
- Amanda: Auf Anfang von Joachim Trier (Bester norwegischer Film),
- American Society of Cinematographers Award: Robert Elswit für There Will Be Blood
- Australian Film Institute Award: Unter der Sonne Australiens von Richard Roxburgh (Bester australischer Film)
- Bodil: En Soap von Pernille Fischer Christensen
- British Independent Film Awards: Control (Bester britischer Film) und Das Leben der Anderen (Bester ausländischer Film)
- Chlotrudis Awards: Caché von Michael Haneke
- Copenhagen International Film Festival: Börn von Ragnar Bragason
- David di Donatello: Die Unbekannte (Bester italienischer Film) und Babel (Bester ausländischer Film)
- Deutscher Kritikerpreis: Sylvester Groth
- Directors Guild of America Award: Martin Scorsese für Departed – Unter Feinden
- Ernst-Lubitsch-Preis: Jürgen Vogel für Ein Freund von mir und Wo ist Fred?
- Evening Standard British Film Award: Flug 93 von Paul Greengrass
- Festival du cinéma nordique: Auf Anfang von Joachim Trier
- Filmpreis des Nordischen Rates: Kunsten at græde i kor von Peter Schønau Fog
- 27. Genie Awards: Good Cop Bad Cop von Eric Canuel
- Gilde-Filmpreis: Volver – Zurückkehren von Pedro Almodóvar (Bester ausländischer Film), Emmas Glück von Sven Taddicken (Bester deutscher Film)
- 21. Goyas: Volver – Zurückkehren von Pedro Almodóvar
- Goldener Frosch: Janusz Kamiński für Schmetterling und Taucherglocke
- Goldener Prometheus: Kleine Tricks von Andrzej Jakimowski
- Goldenes Kalb: Kreuzzug in Jeans
- Helmut-Käutner-Preis: Dieter Kosslick
- Goldene Tulpe (Istanbul): Auf Anfang von Joachim Trier
- Independent Spirit Awards 2007: Little Miss Sunshine von Jonathan Dayton und Valerie Faris (Bester Film) und Das Leben der Anderen von Florian Henckel von Donnersmarck (Bester ausländischer Film)
- Internationaler Literaturfilmpreis: Ein mutiger Weg von Michael Winterbottom
- 30. Japanese Academy Awards: Hula Girls von Lee Sang-il
- Internationales Filmfestival Karlovy Vary: Jar City von Baltasar Kormákur
- Konrad-Wolf-Preis: Edgar Reitz
- Louis-Delluc-Preis: Couscous mit Fisch von Abdellatif Kechiche
- Max-Ophüls-Preis: Full Metal Village von Cho Sung-hyung
- MTV Movie Awards: Pirates of the Caribbean – Fluch der Karibik 2 von Gore Verbinski
- National Society of Film Critics Award: Pans Labyrinth von Guillermo del Toro
- Political Film Society Award für Demokratie: Amazing Grace von Michael Apted
- Political Film Society Award für Frieden: O Jerusalem von Élie Chouraqui
- Political Film Society Award für Menschenrechte: Amazing Grace von Michael Apted
- Polnisches Filmfestival Gdynia: Kleine Tricks von Andrzej Jakimowski
- Polnischer Filmpreis: Plac Zbawiciela von Krzysztof Krauze und Joanna Kos-Krauze (Bester polnischer Film), Volver – Zurückkehren von Pedro Almodóvar (Bester europäischer Film)
- Preis der deutschen Filmkritik: Yella von Christian Petzold
- Premio Ariel: Pans Labyrinth von Guillermo del Toro (Bester mexikanischer Film), Das geheime Leben der Worte von Isabel Coixet (Bester lateinamerikanischer Film)
- Prix Lumières: Kein Sterbenswort von Guillaume Canet
- Robert: Der Traum von Niels Arden Oplev (Bester dänischer Film), Das Leben der Anderen von Florian Henckel von Donnersmarck (Bester ausländischer Film ohne USA), Babel von Alejandro González Iñárritu (Bester US-amerikanischer Film)
- Festival Internacional de Cine de Donostia-San Sebastián: Mr. Shi und der Gesang der Zikaden von Wayne Wang (Goldene Muschel)
- Satellite Awards: No Country for Old Men (Bester Film/Drama) und Juno (Bester Film/Komödie-Musical)
- Schweizer Filmpreis: Vitus von Fredi M. Murer
- Screen Actors Guild Awards: Forest Whitaker für Der letzte König von Schottland – In den Fängen der Macht und Helen Mirren für Die Queen; Preis für das Lebenswerk: Julie Andrews
- Internationales Filmfestival Shanghai: Frei nach Plan von Franziska Meletzky
- Nastro d’Argento: Die Unbekannte von Giuseppe Tornatore und Letters from Iwo Jima von Clint Eastwood
- Tokyo Sakura Grand Prix: Die Band von nebenan von Eran Kolirin
- Toronto International Film Festival: Tödliche Versprechen – Eastern Promises und David Cronenberg (Publikumspreis)
- Undine Award: Matthias Schweighöfer in Das wilde Leben (Bester Hauptdarsteller), Hannah Herzsprung in Vier Minuten (Beste Hauptdarstellerin)
- Vancouver International Film Festival: Persepolis von Vincent Paronnaud und Marjane Satrapi
- Internationales Filmfestival Warschau: Die Band von nebenan von Eran Kolirin (Publikumspreis)
- World Film Festival: Ben X von Nic Balthazar und Ein Geheimnis von Claude Miller (Grand Prix of the Americas)
- Writers Guild of America Award: Little Miss Sunshine von Michael Arndt (Bestes Originaldrehbuch), Departed – Unter Feinden von William Monahan (Bestes adaptiertes Drehbuch)

## Geburtstage
- 21. Januar: Kennedi Clements, kanadische Schauspielerin
- 28. Januar: Alaya High, US-amerikanische Rapperin und Schauspielerin
- 31. Januar: Tex Hammond, US-amerikanischer Kinderdarsteller und Synchronsprecher

- 28. Februar: Scarlet Spencer, US-amerikanische Kinderdarstellerin

- 04. März: Miya Cech, US-amerikanische Schauspielerin
- 05. März: Roman Griffin Davis, britisch-französischer Schauspieler
- 20. März: Meggy Hussong, deutsche Schauspielerin
- 28. März: Cailey Fleming, US-amerikanische Schauspielerin

- 06. Juni: Aubrey Anderson-Emmons, US-amerikanische Schauspielerin
- 15. Juni: Nico Marischka, deutscher Kinderdarsteller

- 10. Juli: Mason Thames, US-amerikanischer Schauspieler
- 17. Juli: Charlie Shotwell, US-amerikanischer Schauspieler

- 16. August: Seth Carr, US-amerikanischer Schauspieler
- 27. August: Ariana Greenblatt, US-amerikanische Schauspielerin

- 22. Oktober: Elias Harger, US-amerikanischer Schauspieler

- 03. November: Ever Anderson, US-amerikanische Schauspielerin und Model

- 03. Dezember: Carlotta von Falkenhayn, deutsche Schauspielerin
- 04. Dezember: Scarlett Estevez, US-amerikanische Schauspielerin
- 27. Dezember: Julius Weckauf, deutscher Schauspieler

Datum unbekannt:
- Lilith Johna, deutsche Schauspielerin
- Emilia Maier, deutsche Schauspielerin
- Helena Pieske, deutsche Schauspielerin

## Verstorbene

### Januar bis März
Januar

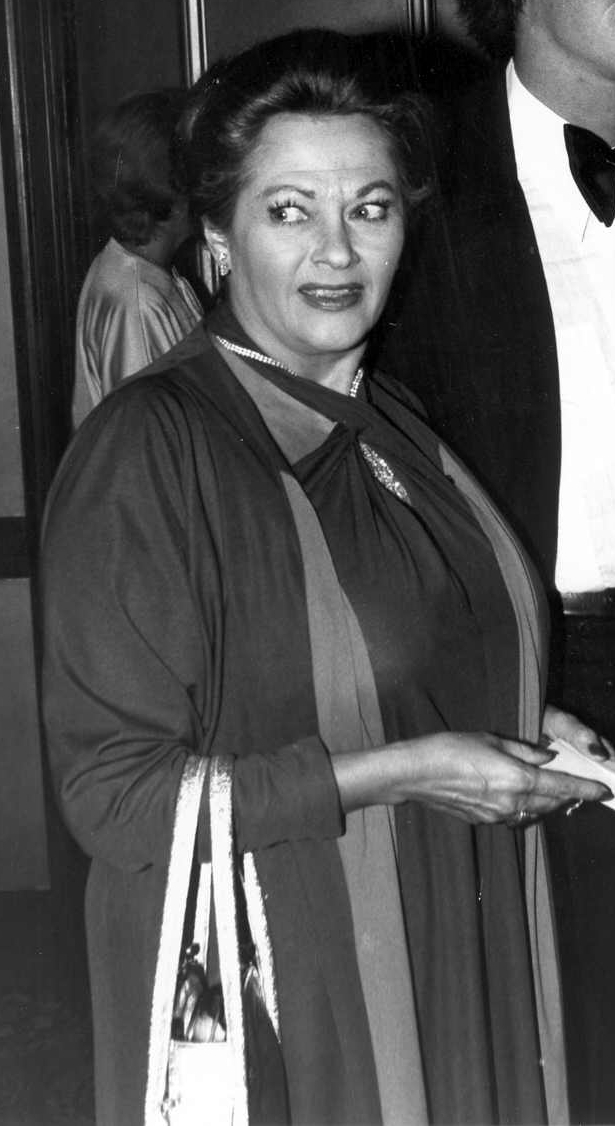
Yvonne de Carlo (1922–2007)

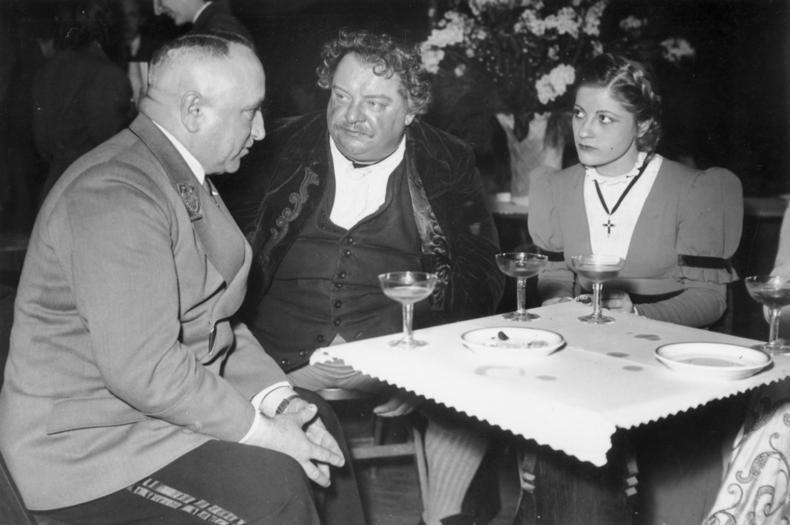
Gisela Uhlen (1919–2007)

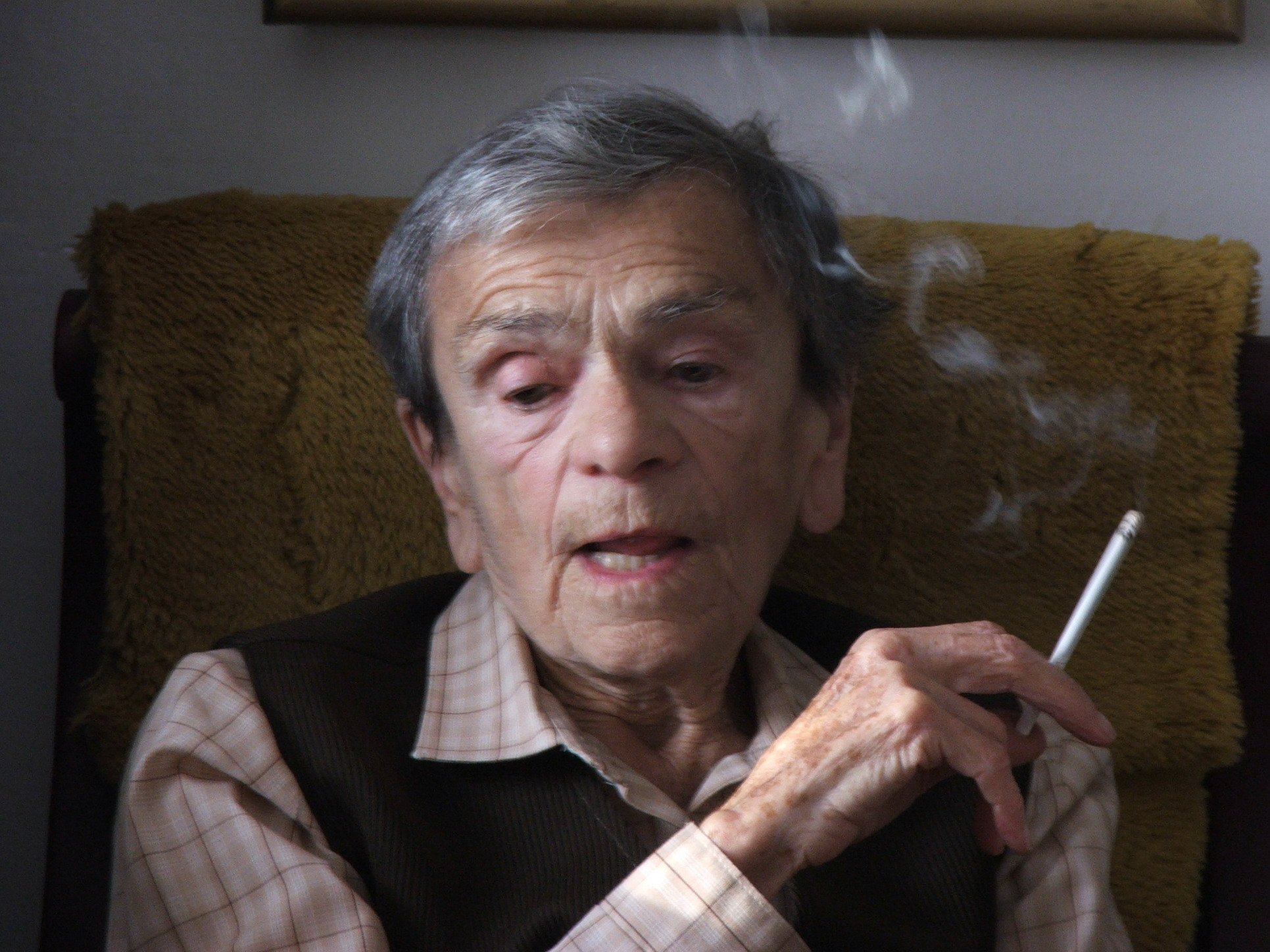
Krystyna Feldman (1916–2007)

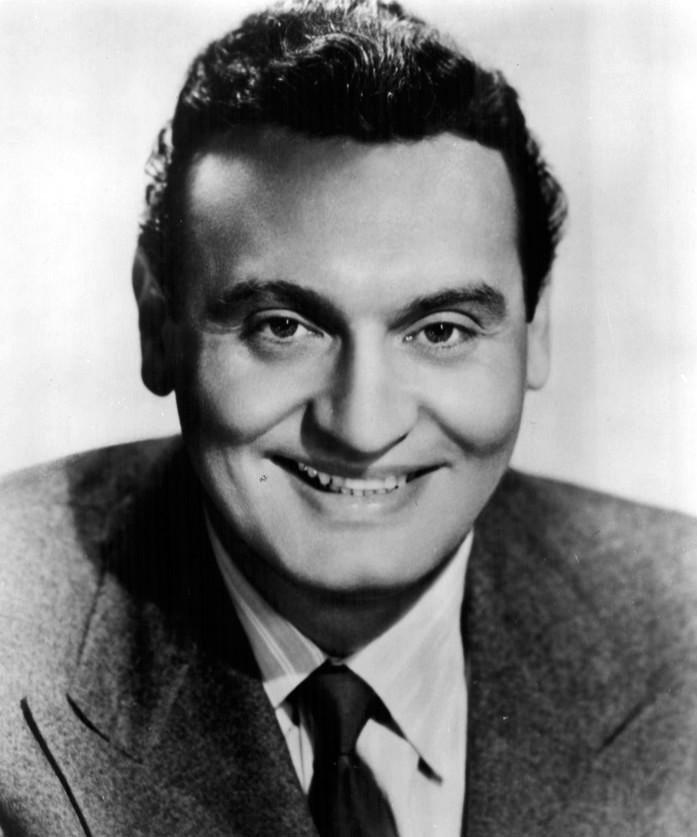
Frankie Laine (1913–2007)

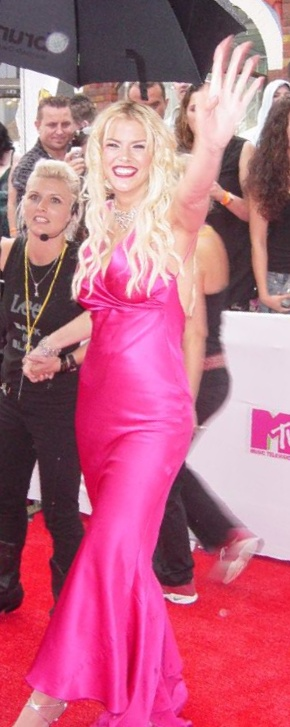
Anna Nicole Smith (1967–2007)

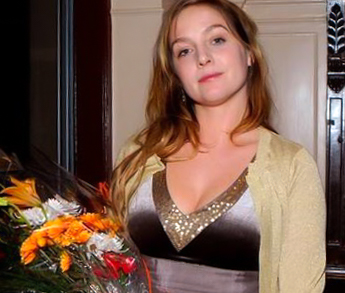
Johanna Sällström (1974–2007)

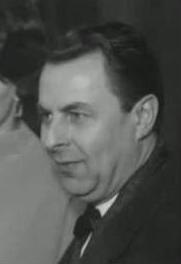
Fons Rademakers (1920–2007)

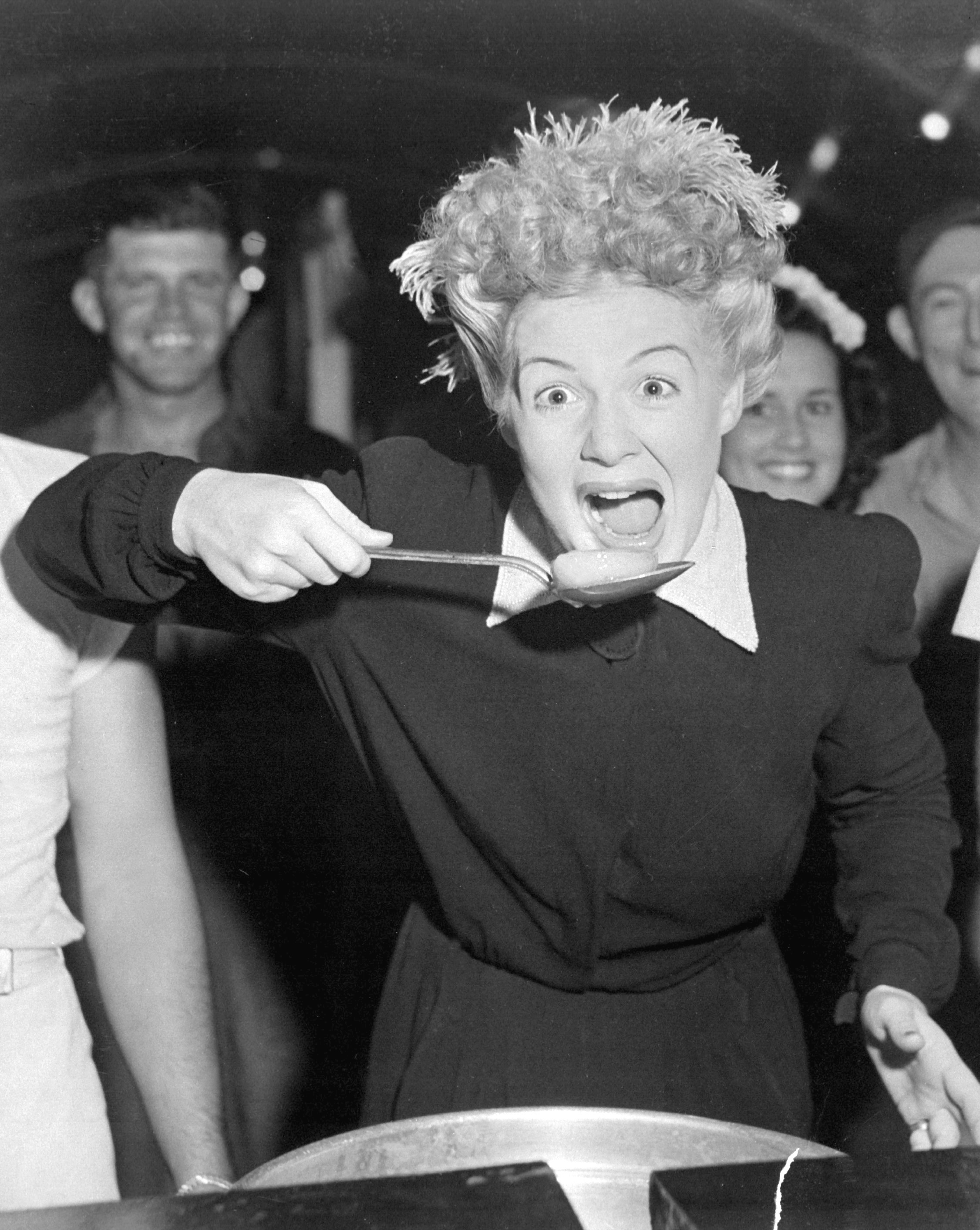
Betty Hutton (1921–2007)

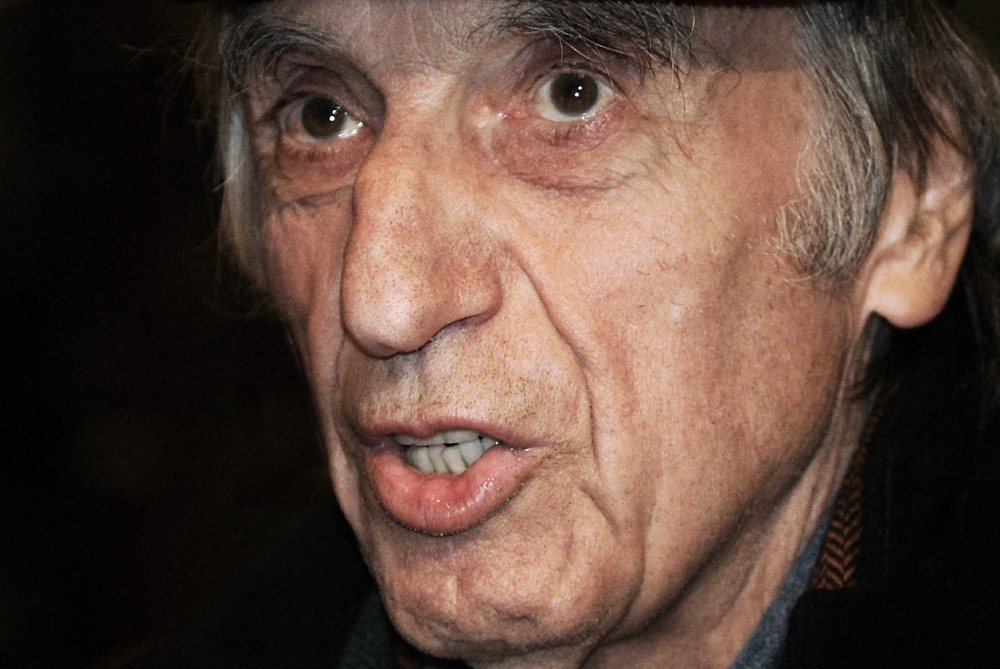
Herbert Fux (1927–2007)

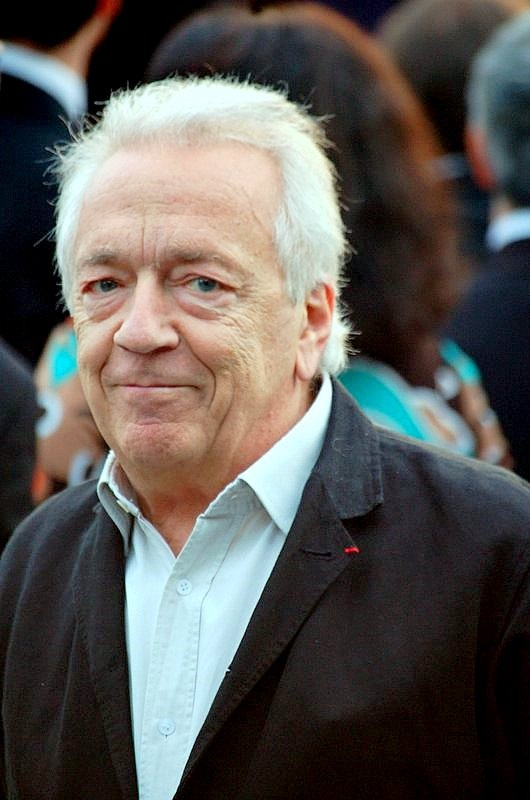
Jean-Pierre Cassel (1932–2007)

- 01. Januar: Albert Isaac Bezzerides, US-amerikanischer Roman- und Drehbuchautor (* 1908)
- 02. Januar: Richard Maynard, US-amerikanischer Schriftsteller und Fernsehproduzent (* 1942)
- 02. Januar: Wadim Wiktorowitsch Sachartschenko, russischer Theater- und Filmschauspieler (* 1929)
- 03. Januar: Christopher Greenbury, britischer Filmeditor (* 1951)
- 04. Januar: Helen Hill, US-amerikanische Filmregisseurin (* 1970)
- 06. Januar: Charmion King, kanadische Schauspielerin (* 1925)
- 06. Januar: Irma St. Paule, US-amerikanische Schauspielerin (* 1927)
- 06. Januar: Georg Tressler, österreichischer Regisseur (* 1917)
- 06. Januar: Joe Trummer, österreichischer Schauspieler (* 1922)
- 06. Januar: Annelies Reinhold, deutsche Schauspielerin (* 1917)
- 08. Januar: Yvonne De Carlo, kanadische Schauspielerin (* 1922)
- 09. Januar: Klaus Poche, deutscher Schriftsteller und Drehbuchautor (* 1927)
- 10. Januar: Carlo Ponti, italienischer Produzent (* 1912)
- 11. Januar: Solveig Dommartin, französische Schauspielerin (* 1961)
- 14. Januar: Darlene Conley, irisch-US-amerikanische Schauspielerin (* 1934)
- 14. Januar: Harvey Cohen, US-amerikanischer Komponist (* 1951)
- 14. Januar: Barbara Kelly, britische Schauspielerin (* 1924)
- 14. Januar: Vassilis Photopoulos, griechischer Maler, Regisseur und Bühnenbildner (* 1934)
- 16. Januar: Ron Carey, US-amerikanischer Schauspieler (* 1935)
- 16. Januar: Gisela Uhlen, deutsche Schauspielerin (* 1919)
- 18. Januar: Carl de Groof, österreichischer Filmkomponist (* 1923)
- 21. Januar: Peer Raben, deutscher Komponist (* 1940)
- 21. Januar: Charlotte Joeres, deutsche Schauspielerin und Synchronsprecherin (* 1916)
- 22. Januar: Klaus Hugo, deutscher Komponist und Musikproduzent (* 1928)
- 22. Januar: Carlos Olivier, venezolanischer Fernsehschauspieler (* 1952)
- 24. Januar: Krystyna Feldman, polnische Schauspielerin (* 1916)
- 25. Januar: Andrei Schegalow, russischer Kameramann (* 1964)
- 26. Januar: Emanuele Luzzati, italienischer Bühnenbildner, Illustrator und Animator (* 1921)
- 27. Januar: Herbert Reinecker, deutscher Journalist und Schriftsteller und Drehbuchautor (* 1914)
- 28. Januar: Karel Svoboda, tschechischer Komponist (* 1938)
- 28. Januar: Teala Loring, US-amerikanische Filmschauspielerin (* 1922)
- 28. Januar: Omkar Prasad Nayyar, indischer Filmmusikkomponist (* 1926)
- 28. Januar: Michael Shurtleff, US-amerikanischer Autor und Casting Director (* 1920)
- 28. Januar: Xu Weilun, taiwanische Schauspielerin (* 1978)
- 30. Januar: Sidney Sheldon, US-amerikanischer Schriftsteller und Drehbuchautor (* 1917)
- 31. Januar: Lee Bergere, US-amerikanischer Schauspieler (* 1918)

Februar
- 02. Februar: Gisèle Pascal, französische Schauspielerin (* 1923)
- 02. Februar: Vijay Arora, indischer Schauspieler (* 1944)
- 04. Februar: Barbara McNair, US-amerikanische Schauspielerin (* 1934)
- 06. Februar: Frankie Laine, US-amerikanischer Sänger, Entertainer und Schauspieler (* 1913)
- 08. Februar: Anna Nicole Smith, US-amerikanische Schauspielerin und Fotomodell (* 1967)
- 09. Februar: Ian Richardson, britischer Schauspieler (* 1934)
- 09. Februar: Erik Schumann, deutscher Schauspieler und Synchronsprecher (* 1925)
- 13. Februar: Peter Ellenshaw, britischer Entwurfzeichner für Spielfilme (* 1913)
- 13. Februar: Johanna Sällström, schwedische Theater- und Filmschauspielerin (* 1974)
- 14. Februar: Ryan Larkin, kanadischer Animator und Trickfilmregisseur (* 1943)
- 16. Februar: Elisabeth Höbarth, österreichische Film- und Theaterschauspielerin (* 1923)
- 17. Februar: Jakov Lind, österreichisch-englischer Schriftsteller und Schauspieler (* 1927)
- 17. Februar: Michele Massa, italienischer Jurist, Filmregisseur und Drehbuchautor (* 1929)
- 19. Februar: Janet Blair, US-amerikanische Schauspielerin (* 1921)
- 21. Februar: Katharina Mayberg, deutsche Schauspielerin (* 1925)
- 22. Februar: Fons Rademakers, niederländischer Regisseur und Schauspieler (* 1920)
- 24. Februar: Bruce Bennett, US-amerikanischer Schauspieler (* 1906)
- 24. Februar: Eberhard Spiess, deutscher Filmhistoriker (* 1924)
- 25. Februar: P. Bhaskaran, indischer Liedtexter, Regisseur und Schauspieler (* 1925)
- 28. Februar: Egon Monk, deutscher Schauspieler, Theater- und Filmregisseur (* 1927)

März
- 01. März: Otto Brandenburg, dänischer Schauspieler und Sänger (* 1934)
- 02. März: Henri Troyat, französischer Schriftsteller (* 1911)
- 02. März: Randolf Kronberg, deutscher Schauspieler, Synchron- und Hörspielsprecher (* 1942)
- 03. März: Herbert Asmodi, deutscher Schriftsteller und Drehbuchautor (* 1923)
- 03. März: Eva Katharina Schultz, deutsche Schauspielerin und Synchronsprecherin (* 1922)
- 06. März: Nils R. Müller, norwegischer Regisseur (* 1921)
- 07. März: Monika Gabriel, deutsche Schauspielerin und Synchronsprecherin (* 1943)
- 07. März: Sándor Szakácsi, ungarischer Schauspieler und Synchronsprecher (* 1952)
- 10. März: Ricardo Espalter, uruguayischer Schauspieler (* 1924)
- 10. März: Gerd Jauch, deutscher Fernsehmoderator und Fernsehjournalist (* 1924)
- 10. März: Lanna Saunders, US-amerikanische Schauspielerin (* 1941)
- 11. März: Betty Hutton,  (* 1921)
- 13. März: Herbert Fux, österreichischer Schauspieler (* 1927)
- 14. März: Lilo Grahn, deutsche Schauspielerin und Synchronsprecherin (* 1943)
- 14. März: Gareth Hunt, britischer Theater- und Filmschauspieler (* 1942)
- 15. März: Stuart Rosenberg, US-amerikanischer Regisseur (* 1927)
- 17. März: Freddie Francis, britischer Kameramann (* 1917)
- 17. März: William N. Panzer, US-amerikanischer Produzent (* 1942)
- 20. März: John P. Ryan, US-amerikanischer Schauspieler (* 1936)
- 20. März: Joachim Richert, deutscher Schauspieler und Synchronsprecher (* 1938)
- 22. März: Elbert Tuganov, estnischer Animationsfilm-Regisseur (* 1920)
- 23. März: Attila Kaszás, ungarischer Schauspieler und Synchronsprecher (* 1960)
- 26. März: Michail Alexandrowitsch Uljanow, russischer Schauspieler (* 1927)
- 27. März: Günter Mack, deutscher Schauspieler (* 1930)
- 27. März: Joe Sentieri, italienischer Schlagersänger und Schauspieler (* 1925)
- 31. März: Brian Savegar, britischer Artdirector und Szenenbildner (* 1932)

### April bis Juni
April

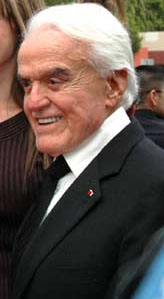
Jack Valenti (1921–2007)

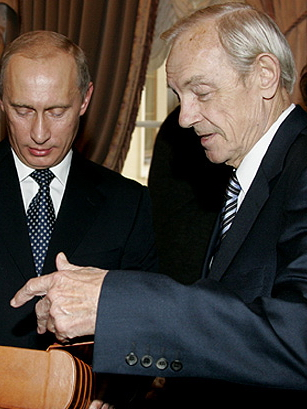
Kirill Lawrow (1925–2007)

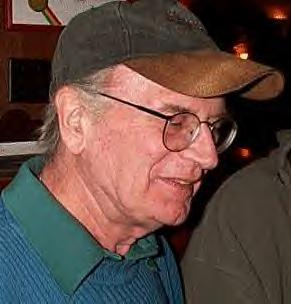
Charles Nelson Reilly (1931–2007)

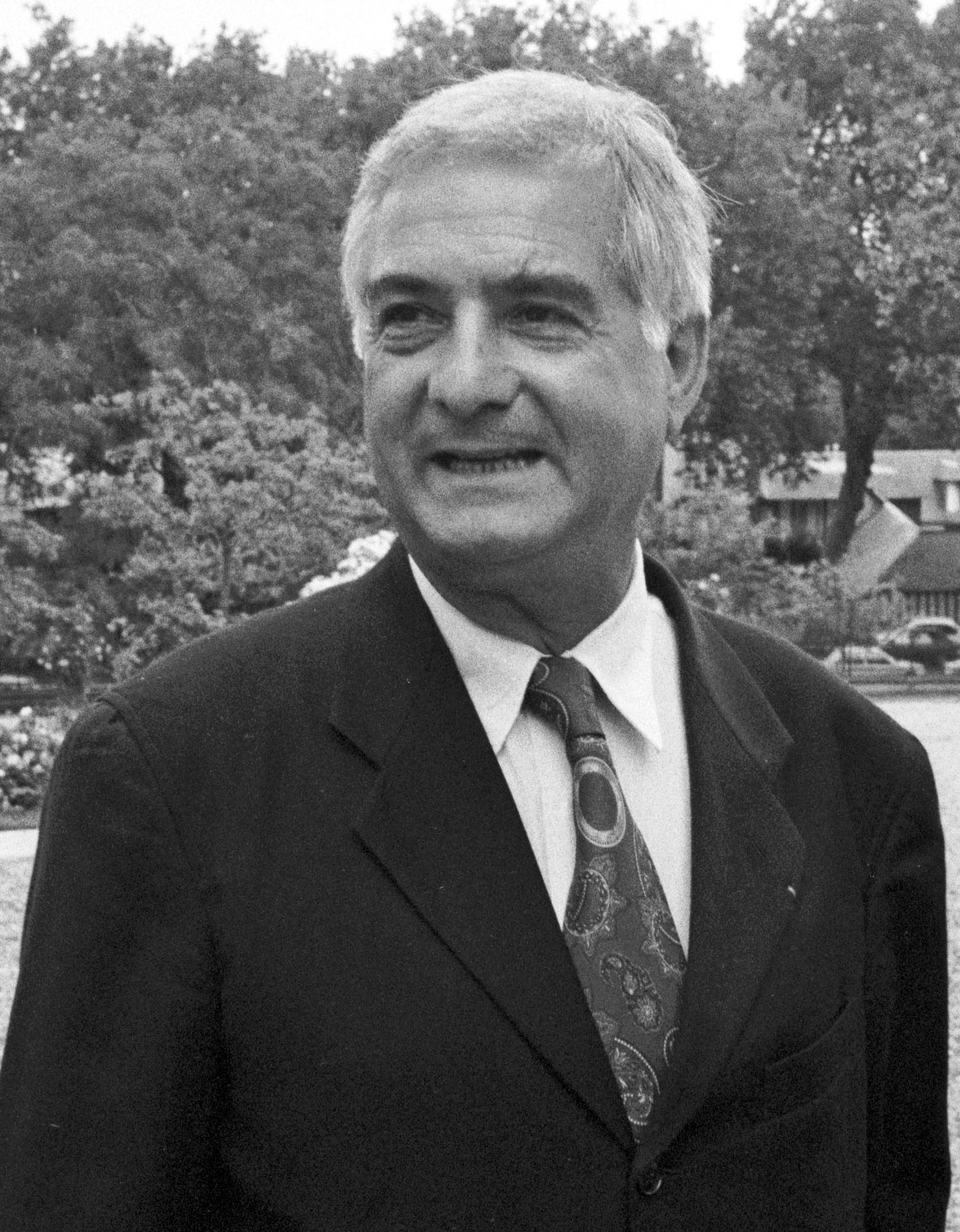
Jean-Claude Brialy (1933–2007)

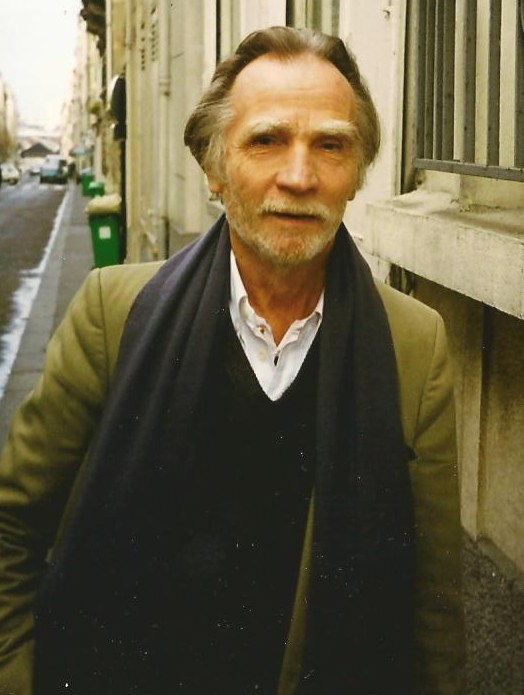
Willy Holt (1921–2007)

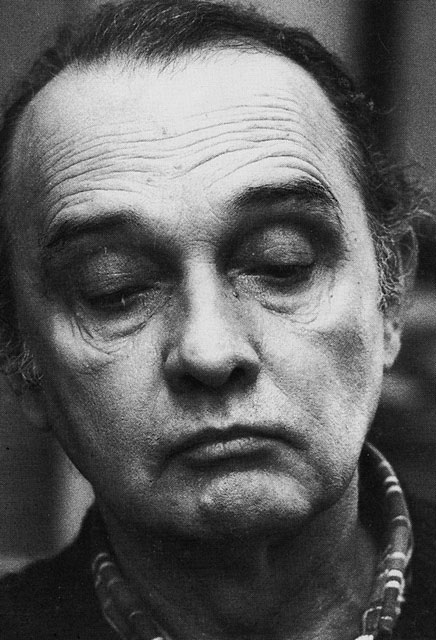
Ilja Zeljenka (1932–2007)

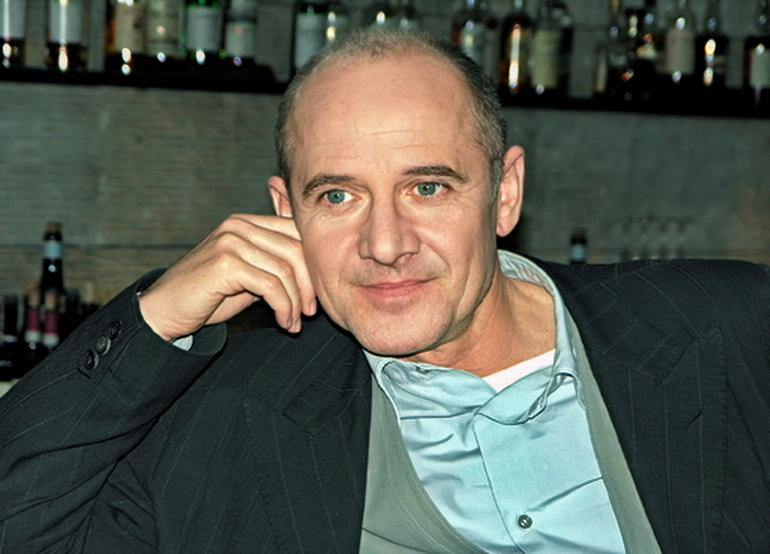
Ulrich Mühe (1953–2007)

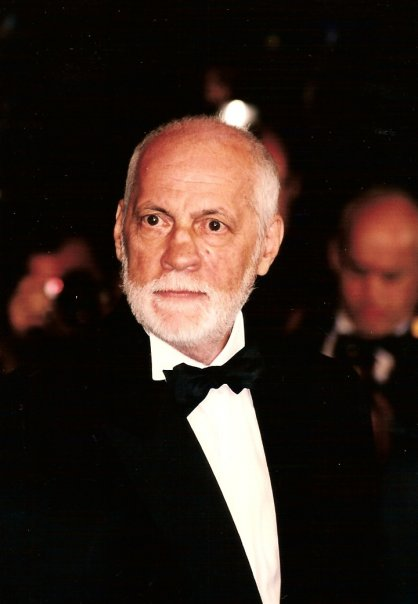
Michel Serrault (1928–2007)

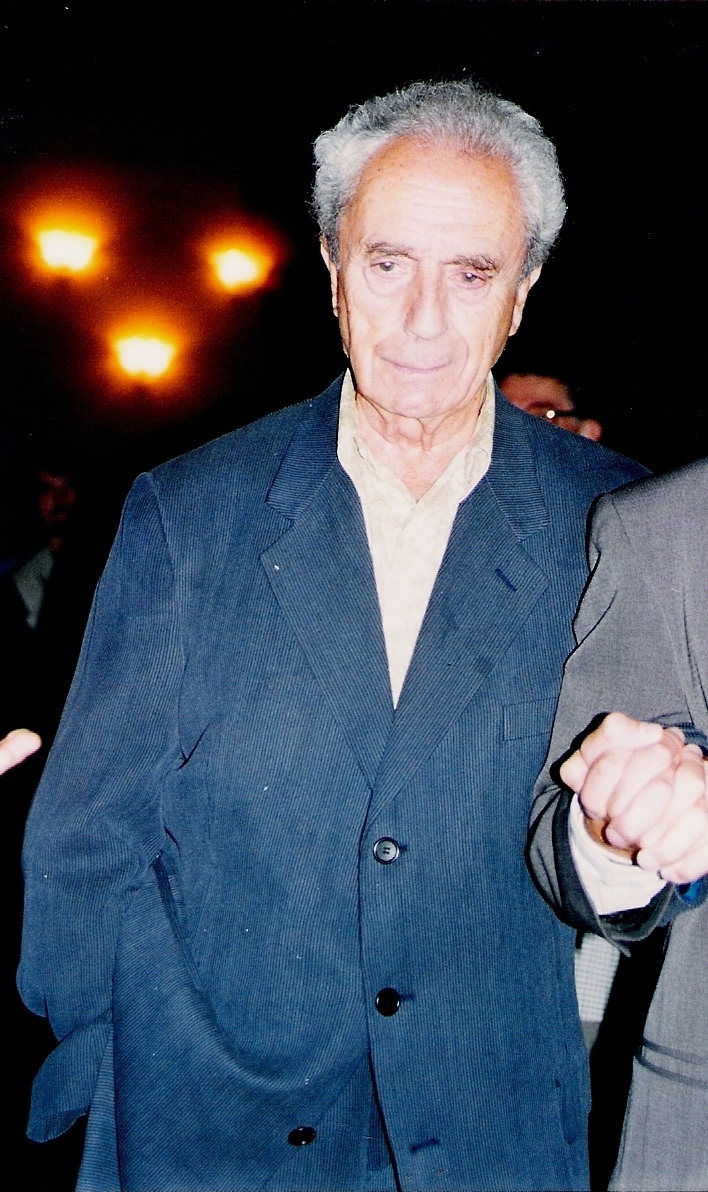
Michelangelo Antonioni (1912–2007)

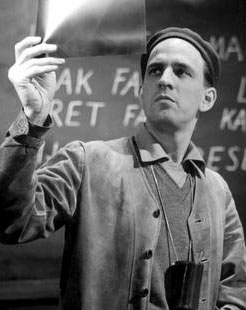
Ingmar Bergman (1918–2007)

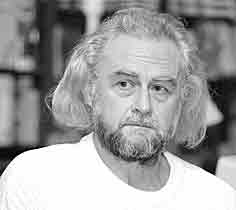
Ulrich Plenzdorf (1934–2007)

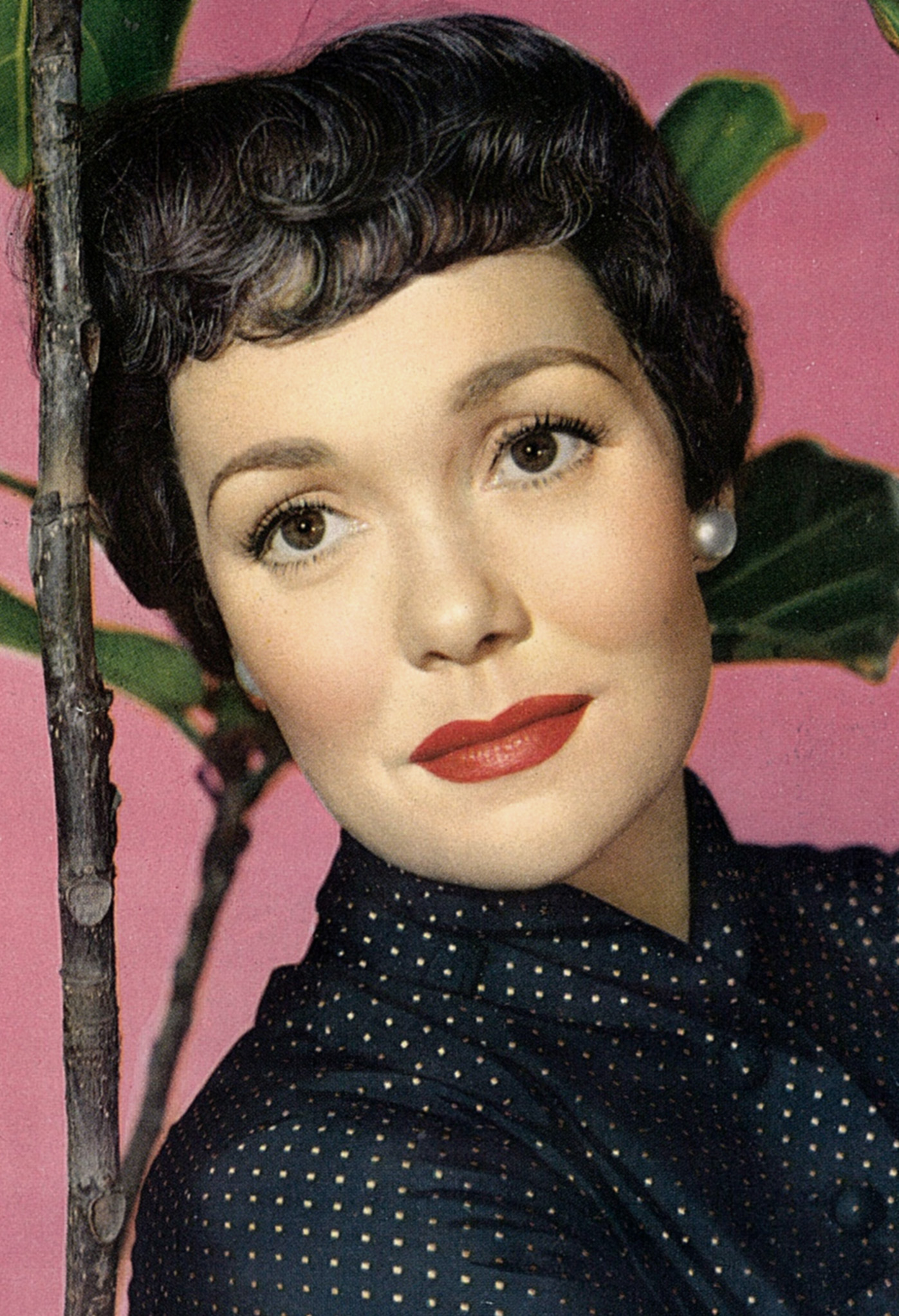
Jane Wyman (1917–2007)

- 03. April: Burt Topper, US-amerikanischer Produzent, Regisseur und Schauspieler (* 1928)
- 04. April: Bob Clark, US-amerikanischer Regisseur (* 1941)
- 04. April: John Flynn, US-amerikanischer Regisseur (* 1932)
- 06. April: Luigi Comencini, italienischer Regisseur (* 1916)
- 07. April: Barry Nelson, US-amerikanischer Schauspieler (* 1920)
- 08. April: Christiane Nielsen, deutsche Schauspielerin (* 1936)
- 08. April: Jo Schulz, deutscher Schriftsteller, Bühnen- und Drehbuchautor (* 1920)
- 08. April: Elli Pyrelli, deutsche Sängerin, Schauspielerin und Aktionskünstlerin (* 1934)
- 11. April: Roscoe Lee Browne, US-amerikanischer Schauspieler (* 1925)
- 13. April: Fritz Göhler, deutscher Fernsehfilm- und Hörspielregisseur (* 1926)
- 13. April: Matthias Hinze, deutscher Schauspieler und Synchronsprecher (* 1969)
- 14. April: Hanna Burgwitz, deutsche Theater- und Filmschauspielerin (* 1919)
- 17. April: Kitty Carlisle, US-amerikanische Schauspielerin (* 1910)
- 17. April: Ilse Scheer, österreichische Schauspielerin und Regisseurin (* 1935)
- 19. April: Laurens Straub, niederländischer Drehbuchautor und Schauspieler (* 1944)
- 19. April: Jean-Pierre Cassel, französischer Schauspieler (* 1932)
- 22. April: Alberto Grifi, italienischer Experimental-Filmschaffender (* 1938)
- 22. April: Anne Pitoniak, US-amerikanische Schauspielerin (* 1922)
- 24. April: Roy Jenson, US-amerikanischer Schauspieler und Stuntman (* 1927)
- 24. April: József Madaras, ungarischer Filmschauspieler und Regisseur (* 1937)
- 25. April: Bobby Pickett, US-amerikanischer Sänger und Schauspieler (* 1938)
- 26. April: Daniel Sander, französischer Choreograf, Balletttänzer und Schauspieler (* ca. 1940)
- 26. April: Jack Valenti, Präsident der Motion Picture Association of America (* 1921)
- 27. April: Svatopluk Beneš, tschechischer Schauspieler (* 1918)
- 27. April: Kirill Lawrow, russischer Schauspieler (* 1925)
- 27. April: Al Hunter Ashton, britischer Schauspieler und Drehbuchautor (* 1957)
- 28. April: Dabbs Greer, US-amerikanischer Schauspieler (* 1917)
- 28. April: Luigi Filippo D’Amico, italienischer Drehbuchautor und Filmregisseur (* 1924)
- 29. April: Arve Opsahl, norwegischer Film- und Theaterschauspieler (* 1921)
- 30. April: Curt Linda, deutscher Animationsfilmer (* 1919)
- 30. April: Tom Poston, US-amerikanischer Schauspieler (* 1921)
- 30. April: Gordon Scott, US-amerikanischer Schauspieler (* 1927)
- 30. April: Clemens Ostermann, deutscher Synchronsprecher und Musiker (* 1984)
- 30. April: André Valardy, belgischer Schauspieler und Regisseur (* 1938)

Mai
- 000Mai: Noel Appleby, neuseeländischer Schauspieler
- 02. Mai: Brad McGann, neuseeländischer Regisseur (* 1964)
- 05. Mai: Gusti Wolf, österreichische Schauspielerin (* 1912)
- 05. Mai: Charles Quiney, spanischer Schauspieler (* 1937)
- 06. Mai: Lois Gibson, US-amerikanische Drehbuchautorin (* 1930)
- 06. Mai: Curtis Harrington, US-amerikanischer Regisseur (* 1926)
- 06. Mai: Ikegami Kaneo, japanischer Schriftsteller und Drehbuchautor (* 1923)
- 07. Mai: Nicholas Worth, US-amerikanischer Schauspieler (* 1937)
- 16. Mai: Carroll Timothy O’Meara, US-amerikanischer Filmeditor (* 1943)
- 18. Mai: Edmund Bierling, deutscher Schauspieler (* 1929)
- 18. Mai: Yoyoy Villame, philippinischer Sänger und Schauspieler (* 1938)
- 20. Mai: Wolfgang Gasser, österreichischer Schauspieler (* 1927)
- 21. Mai: Bruno Mattei, italienischer Filmregisseur und Filmeditor (* 1931)
- 23. Mai: Kei Kumai, japanischer Regisseur (* 1930)
- 24. Mai: Bobby Bölke, deutscher Schauspieler und Komiker (* 1926)
- 25. Mai: Charles Nelson Reilly, US-amerikanischer Schauspieler (* 1931)
- 26. Mai: Aubrey Singer, britischer Fernseh-Produzent (* 1927)
- 27. Mai: Gretchen Wyler, US-amerikanische Schauspielerin (* 1932)
- 28. Mai: Leonora Ruffo, italienische Schauspielerin (* 1935)
- 28. Mai: Norman Kaye, australischer Schauspieler und Musiker (* 1927)
- 30. Mai: Jean-Claude Brialy, französischer Schauspieler (* 1933)

Juni
- 03. Juni: Iván Darvas, ungarischer Schauspieler (* 1925)
- 08. Juni: Adrian Pintea, rumänischer Schauspieler (* 1954)
- 09. Juni: Ousmane Sembène, senegalesischer Schriftsteller und Filmemacher (* 1923)
- 09. Juni: Beverly Michaels, US-amerikanische Schauspielerin (* 1928)
- 11. Juni: Mala Powers, US-amerikanische Schauspielerin (* 1931)
- 11. Juni: Christopher R. Kaldor, US-amerikanischer Schauspieler (* 1955)
- 11. Juni: Joe Kamel, italienischer Schauspieler (* 1934)
- 14. Juni: Alex Thomson, britischer Kameramann (* 1929)
- 19. Juni: Klausjürgen Wussow, deutscher Schauspieler und Synchronsprecher (* 1929)
- 20. Juni: Luciano Damiani, italienischer Bühnen- und Kostümbildner (* 1923)
- 21. Juni: Erhard Köster, deutscher Schauspieler und Synchronsprecher (* 1926)
- 22. Juni: Fritz Grieb, österreichischer Schauspieler (* 1929)
- 22. Juni: Willy Holt, US-amerikanischer Artdirector und Production Designer (* 1921)
- 27. Juni: William Hutt, kanadischer Film- und Theaterschauspieler (* 1920)
- 29. Juni: Joel Siegel, US-amerikanischer Filmkritiker (* 1943)
- 29. Juni: Edward Yang, taiwanischer Regisseur (* 1947)
- 30. Juni: Georg Staudacher, österreichischer Theaterregisseur und Schauspieler (* 1965)

### Juli bis September
Juli
- 000Juli: Alfio Caltabiano, italienischer Stuntman, Schauspieler und Regisseur (* 1932)
- 01. Juli: Jörg Kalt, österreichischer Journalist, Filmregisseur und Drehbuchautor (* 1967)
- 02. Juli: Max Douy, französischer Filmarchitekt (* 1914)
- 02. Juli: Marc Fossard, französischer Kameramann (* 1912)
- 05. Juli: Kerwin Mathews, US-amerikanischer Schauspieler (* 1926)
- 05. Juli: Eros Macchi, italienischer Fernsehregisseur und Dokumentarfilmer (* 1920)
- 06. Juli: Steven G. Tyler, US-amerikanischer Schauspieler (* 1956)
- 08. Juli: Jack B. Sowards, US-amerikanischer Drehbuchautor (* 1929)
- 09. Juli: Charles Lane, US-amerikanischer Schauspieler (* 1905)
- 09. Juli: Claus Boysen, deutscher Schauspieler und Hörspielsprecher (* 1938)
- 11. Juli: Nana Gualdi, italienisch-deutsche Sängerin und Schauspielerin (* 1932)
- 13. Juli: Ilja Zeljenka, slowakischer Komponist (* 1932)
- 13. Juli: Frank Robert, norwegischer Schauspieler, Sänger und Tänzer (* 1918)
- 15. Juli: Kieron Moore, irischer Schauspieler (* 1924)
- 16. Juli: Evelyn Maron, deutsche Schauspielerin und Synchronsprecherin (* 1943)
- 21. Juli: Charlotte Asendorf, deutsche Schauspielerin (* 1919)
- 22. Juli: László Kovács, ungarisch-amerikanischer Kameramann (* 1933)
- 22. Juli: Ulrich Mühe, deutscher Schauspieler (* 1953)
- 23. Juli: Chaney Kley, US-amerikanischer Schauspieler (* 1972)
- 23. Juli: George Tabori, ungarisch-britischer Schriftsteller und Drehbuchautor (* 1914)
- 25. Juli: Svein Byhring, norwegischer Schauspieler und Komiker (* 1932)
- 25. Juli: Lidija Smirnowa, sowjetisch-russische Schauspielerin (* 1915)
- 27. Juli: Sybil Werden, deutsche Schauspielerin (* 1924)
- 27. Juli: Leo Grills, australischer Schauspieler (* 1928)
- 29. Juli: Michel Serrault, französischer Schauspieler (* 1928)
- 30. Juli: Michelangelo Antonioni, italienischer Regisseur (* 1912)
- 30. Juli: Ingmar Bergman, schwedischer Regisseur (* 1918)
- 31. Juli: Hilde Sicks, deutsche Volksschauspielerin (* 1920)

August
- 01. August: Martin Trettau, deutscher Schauspieler (* 1930)
- 02. August: Kay Dotrice, britische Schauspielerin (* 1929)
- 05. August: Peter Graham Scott, britischer Regisseur, Drehbuchautor, Produzent und Filmeditor (* 1923)
- 08. August: Roberto Gavioli, italienischer Trickfilmregisseur (* 1926)
- 08. August: Melville Shavelson, US-amerikanischer Drehbuchautor (* 1917)
- 09. August: Ulrich Plenzdorf, deutscher Schriftsteller und Drehbuchautor (* 1934)
- 11. August: Franz Antel, österreichischer Regisseur, Produzent und Autor (* 1913)
- 14. August: Sayoko Yamaguchi, japanisches Mannequin und eine Schauspielerin (* 1950)
- 14. August: Dietmar N. Schmidt, deutscher Theaterkritiker, Autor und Regisseur (* 1938)
- 17. August: Richard Beek, deutscher Schauspieler (* 1924)
- 17. August: Anne Wollner, deutsche Schauspielerin (* 1939)
- 22. August: Jacek Chmielnik, polnischer Schauspieler (* 1953)
- 24. August: Hansjörg Felmy, deutscher Schauspieler (* 1931)
- 24. August: Aaron Russo, US-amerikanischer Regisseur (* 1943)
- 27. August: Emma Penella, spanische Schauspielerin (* 1930)
- 29. August: Miyoshi Umeki, japanische Schauspielerin (* 1929)
- 30. August: Roef Ragas, niederländischer Schauspieler (* 1965)
- 30. August: José Luis de Vilallonga, spanischer Schriftsteller und Schauspieler (* 1920)

September
- 000September: Monika Darlies, österreichische Schauspielerin (* 1919)
- 01. September: Witold Leszczyński, polnischer Regisseur, Drehbuchautor und Kameramann (* 1933)
- 02. September: Marcia Mae Jones, US-amerikanische Schauspielerin (* 1924)
- 04. September: Michael Evans, britischer Schauspieler (* 1920)
- 06. September: Percy Rodriguez, kanadischer Schauspieler (* 1918)
- 06. September: Ronald Magill, britischer Bühnen-, Film- und Fernsehschauspieler (* 1920)
- 07. September: Robert Enders, US-amerikanischer Produzent und Drehbuchautor (* 1919)
- 10. September: Jane Wyman, US-amerikanische Schauspielerin (* 1917)
- 12. September: Gerlind Ahnert, Moderatorin, Schauspielerin und Synchronsprecherin (* 1934)
- 13. September: Joachim Hansen, deutscher Schauspieler (* 1930)
- 14. September: Jacques Martin, französischer Schauspieler und Fernsehmoderator (* 1933)
- 15. September: Brett Somers, US-amerikanische Schauspielerin und Komikerin (* 1924)
- 18. September: Josef Vinklář, tschechischer Schauspieler (* 1930)
- 21. September: Jürgen Roland, deutscher Regisseur (* 1925)
- 21. September: Alice Ghostley, US-amerikanische Schauspielerin (* 1924)
- 22. September: Karl Hardman, US-amerikanischer Produzent (* 1927)
- 22. September: Thomas Tipton, US-amerikanischer Opernsänger und Schauspieler (* 1926)
- 22. September: Peter Schulze-Rohr, deutscher Regisseur und Drehbuchautor (* 1926)
- 23. September: Martin Pohl, deutscher Dichter und Schauspieler (* 1930)
- 28. September: Martin Manulis, US-amerikanischer Produzent (* 1915)
- 28. September: Peter Kuiper, deutsch-niederländischer Schauspieler (* 1929)
- 29. September: Lois Maxwell, kanadische Schauspielerin (* 1927)

### Oktober bis Dezember
Oktober

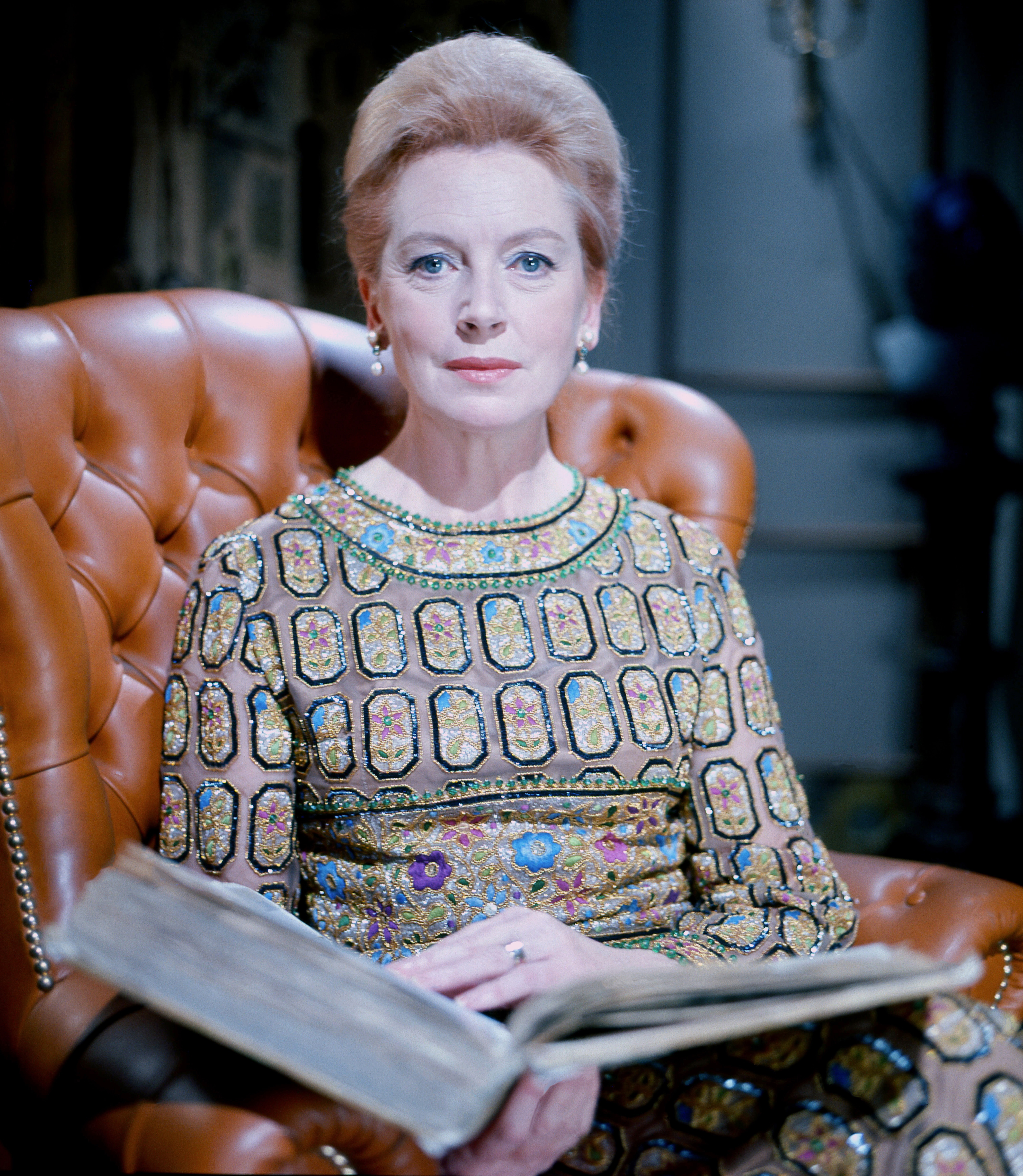
Deborah Kerr (1921–2007)

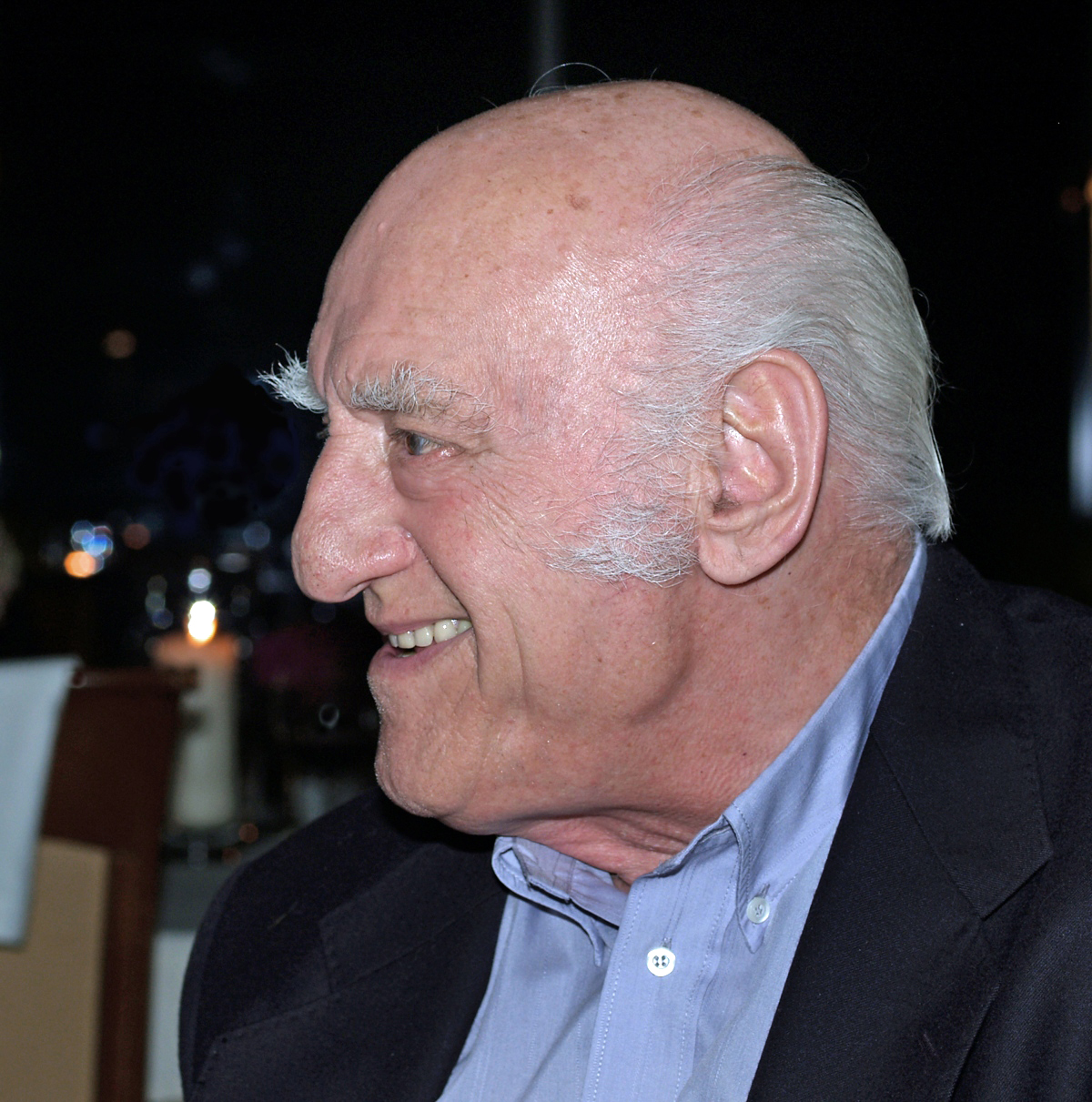
Jerzy Kawalerowicz (1922–2007)

- 02. Oktober: Elfi von Dassanowsky, österreichische Filmproduzentin (* 1924)
- 02. Oktober: George Grizzard, US-amerikanischer Schauspieler (* 1928)
- 04. Oktober: Helmut Wildt, deutscher Schauspieler (* 1922)
- 06. Oktober: Werner Senftleben, deutscher Schauspieler und Synchronsprecher (* 1925)
- 07. Oktober: Jiřina Steimarová, tschechische Schauspielerin (* 1916)
- 12. Oktober: Lonny Chapman, US-amerikanischer Schauspieler (* 1920)
- 13. Oktober: Marion Michael, deutsche Schauspielerin (* 1940)
- 14. Oktober: Raymond Pellegrin, französischer Schauspieler (* 1925)
- 14. Oktober: Sigrid Valdis, US-amerikanische Schauspielerin (* 1935)
- 15. Oktober: Robert Joseph Mauch, US-amerikanischer Schauspieler (* 1921)
- 16. Oktober: Deborah Kerr, britische Schauspielerin (* 1921)
- 17. Oktober: Joey Bishop, US-amerikanischer Schauspieler und Entertainer (* 1918)
- 17. Oktober: Harry Kleiner, US-amerikanischer Drehbuchautor und Produzent (* 1916)
- 21. Oktober: Don Fellows, US-amerikanischer Schauspieler (* 1922)
- 26. Oktober: Bernard L. Kowalski, US-amerikanischer Regisseur und Drehbuchautor (* 1929)
- 29. Oktober: Evelyn Hamann, deutsche Schauspielerin (* 1942)
- 30. Oktober: Robert Goulet, US-amerikanischer Schauspieler und Entertainer (* 1933)

November
- 01. November: Ali Raza, indischer Drehbuchautor und Regisseur (* 1925)
- 02. November: Henry Cele, südafrikanischer Schauspieler (* 1949)
- 02. November: Jürgen Labenski, deutscher Filmwissenschaftler und -kritiker (* 1940)
- 03. November: Serge Rousseau, französischer Schauspieler (* 1930)
- 04. November: Peter Viertel, deutsch-amerikanischer Drehbuchautor (* 1920)
- 04. November: Wolfgang Borchert, deutscher Schauspieler (* 1922)
- 06. November: Peter Handford, britischer Tontechniker (* 1919)
- 09. November: Romuald Pekny, österreichischer Schauspieler (* 1920)
- 09. November: Elfe Gerhart-Dahlke, österreichische Schauspielerin (* 1919)
- 10. November: Norman Mailer, US-amerikanischer Schriftsteller und Drehbuchautor (* 1923)
- 10. November: Laraine Day, US-amerikanische Schauspielerin
- 10. November: Edith Mill, österreichische Theater- und Filmschauspielerin (* 1925)
- 11. November: Delbert Mann, US-amerikanischer Regisseur (* 1920)
- 12. November: Ferdinando Baldi, italienischer Regisseur (* 1927)
- 12. November: Ira Levin, US-amerikanischer Schriftsteller und Drehbuchautor (* 1929)
- 13. November: Peter Zinner, US-amerikanischer Filmeditor (* 1919)
- 13. November: Monty Westmore, US-amerikanischer Maskenbildner (* 1923)
- 16. November: Grethe Kausland, norwegische Schauspielerin und Kinderstar (* 1947)
- 16. November: Pierre Granier-Deferre, französischer Regisseur und Drehbuchautor (* 1927)
- 18. November: Hollis Alpert, US-amerikanischer Filmkritiker und Autor (* 1916)
- 19. November: Karin Lannby, schwedische Schauspielerin und Schriftstellerin (* 1916)
- 21. November: Robert Etcheverry, französischer Schauspieler (* 1937)
- 21. November: Fernando Fernán Gómez, spanischer Schauspieler (* 1921)
- 22. November: Reg Park, britischer Bodybuilder und Schauspieler (* 1928)
- 23. November: Inge Langen, deutsche Schauspielerin (* 1924)
- 25. November: Karlhans Frank, deutscher Schriftsteller, Drehbuchautor und Regisseur (* 1937)
- 26. November: Marit Allen, britische Kostümbildnerin (* 1941)
- 28. November: Mali Finn, US-amerikanische Castingagentin (* 1938)
- 28. November: Anthony John Holland, britischer Drehbuchautor (* 1940)

Dezember
- 02. Dezember: Eleonora Rossi Drago, italienische Schauspielerin (* 1925)
- 05. Dezember: Joe Brooks, US-amerikanischer Schauspieler (* 1923)
- 08. Dezember: Ioan Fiscuteanu, rumänischer Theater- und Filmschauspieler (* 1937)
- 11. Dezember: Freddie Fields, US-amerikanischer Hollywoodagent und Filmproduzent (* 1923)
- 11. Dezember: Ashleigh Aston Moore, US-amerikanische Schauspielerin (* 1981)
- 13. Dezember: Floyd Westerman, US-amerikanischer Schauspieler (* 1936)
- 13. Dezember: Sybille Schloß, deutsche Schauspielerin (* 1910)
- 15. Dezember: John Berg, US-amerikanischer Schauspieler (* 1949)
- 15. Dezember: Giuseppe Rinaldi, italienischer Schauspieler und Synchronsprecher (* 1919)
- 15. Dezember: Karl Heinz Deickert, deutscher Schauspieler und Regisseur (* 1931)
- 15. Dezember: St. Clair Bourne, US-amerikanischer Dokumentarfilmer (* 1943)
- 18. Dezember: Hans Billian, deutscher Regisseur (* 1918)
- 19. Dezember: Frank Capra junior, US-amerikanischer Produzent (* 1934)
- 19. Dezember: Willy Sommerfeld, deutscher Stummfilm-Pianist (* 1904)
- 20. Dezember: Jeanne Carmen, US-amerikanische Schauspielerin (* 1930)
- 21. Dezember: Norton Nascimento, brasilianischer Schauspieler (* 1962)
- 21. Dezember: John McPherson, US-amerikanischer Kameramann (* 1941)
- 23. Dezember: Michael Kidd, US-amerikanischer Choreograf, Schauspieler und Regisseur (* 1915)
- 24. Dezember: Andreas Reinhardt, deutscher Hochschullehrer und Bühnenbildner (* 1937)
- 25. Dezember: Grete Heger, österreichische Schauspielerin (* 1916)
- 25. Dezember: Gopaldas Parmanand Sippy, indischer Produzent und Regisseur (* 1915)
- 26. Dezember: Stu Nahan, US-amerikanischer Sportkommentator und Schauspieler (* 1926)
- 27. Dezember: Jerzy Kawalerowicz, polnischer Regisseur (* 1922)
- 28. Dezember: Sun Daolin, chinesischer Schauspieler (* 1921)
- 28. Dezember: Tab Thacker, US-amerikanischer Ringer und Schauspieler (* 1962)
- 29. Dezember: Helmut Nentwig, deutscher Filmarchitekt und Szenenbildner (* 1916)
- 29. Dezember: Katherine De Hetre, US-amerikanische Schauspielerin (* 1946)
- 31. Dezember: Markku Peltola, finnischer Schauspieler (* 1956)